# Herpetopoma scabriusculum
Herpetopoma scabriusculum is een slakkensoort uit de familie van de Chilodontaidae. De wetenschappelijke naam van de soort is voor het eerst geldig gepubliceerd in 1867 door A. Adams & Angas.